# بكتيريا حمضية مغمدة
بكتيريا حمضية مغمدة (بالإنجليزية: Acidobacterium capsulatum)‏ هي نوع من البكتيريا، سلبية الغرام.